# Album amicorum van Rutghera van Eck

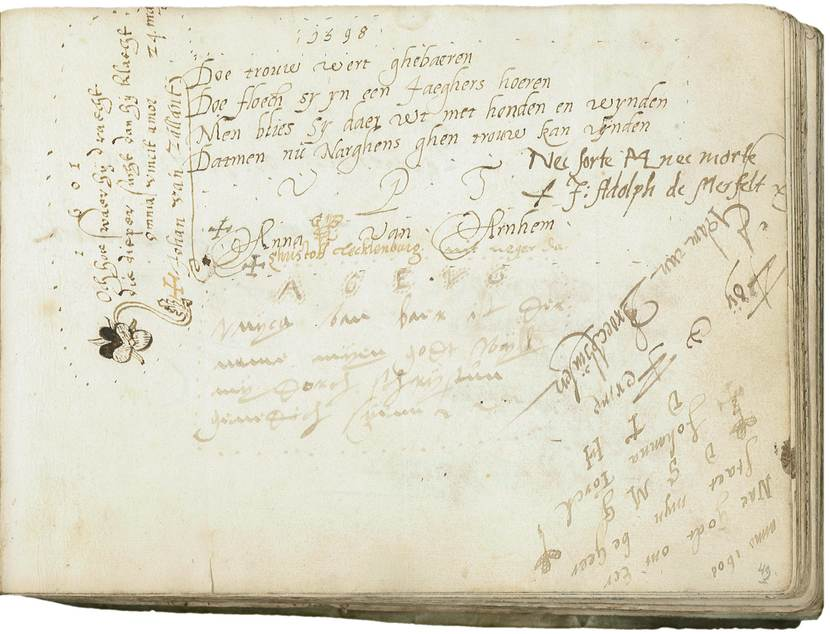
Fol. 49 recto van het album amicorum van Rutghera van Eck, met gedateerde bijdragen uit 1598 en 1601

Het album amicorum van Rutghera van Eck († Hellendoorn, juni 1640) is een vrouwenalbum amicorum (vriendenboekje) dat zich bevindt in de collectie van de Hoge Raad van Adel in Den Haag. Het album telt 495 liederen, spreuken, deviezen, rijmpjes en commentaren van familieleden van de albumbezitster, edellieden, officieren en vorstelijke personen uit de periode 1598-1650. Een klein aantal dateert van na de dood van Rutghera van Eck.   
Het album amicorum van Rutghera van Eck werd in 2017 opgenomen in het boek De leeslijst van Nina Geerdink, Jos Joosten en Johan Oosterman, een staalkaart van 222 bekende en onbekende werken uit de Nederlandstalige literatuur. 

## De albumbezitster
Rutghera van Eck was de dochter van de Gelderse edelman Hendrik van Eck en Stine van Broeckhuysen. Haar geboortejaar is onbekend. Ze groeide op in een protestants milieu in de stad Zutphen. Haar vader sneuvelde in 1581 als ritmeester in de strijd tegen de Spanjaarden. Rutghera was toen nog minderjarig. Na de val van Zutphen in 1583 verbleef ze met haar familie in ballingschap; ze kon pas terugkeren nadat prins Maurits de stad in 1593 veroverde.
Rutghera trouwde in 1607 in Zutphen met Jacob Polwaert (Jaques Polwart), een Schotse officier in het Staatse leger uit Kirkliston (ten westen van Edinburgh). Na zijn dood in of voor 1614 ging ze bij haar broer Frijdach van Eck op de havezate Het Medler bij Vorden wonen. In 1618 hertrouwde ze Roger Woodhouse, afkomstig uit een gentry-familie uit Norfolk. Met hem woonde ze onder meer in Zwolle, Steenwijk, Kampen, Hasselt, Nijmegen en Zutphen. Na de dood van Woodhouse in 1625 in hertrouwde ze in 1626 met de Schotse officier Louijs Crighton (Creighton).  
Deze huwelijken bleven alle kinderloos. 
Rutghera van Eck had in Zwolle contact met de piëtistische predikant Everhardus Schuttenius en puriteinse officieren als John Fargharson en John Holles, die Engelse religieuze geschriften in het Nederlands vertaalden.In juni 1640 overleed ze op de havezate Den Dam in Hellendoorn, waar een nichtje woonde. De zeventiende-eeuwse genealoog Steven Gerhard van Rhemen vermeldt dat ze in de gracht viel en verdronk toen de brug waarop ze stond instortte.

## Het album
Het album van Rutghera van Eck onderscheidt zich volgens historisch letterkundige Sophie Reinders van andere alba amicorum van vrouwen uit de zestiende en zeventiende eeuw door de religieuze grondtoon. Ook bijzonder is dat Rutghera van Eck na haar (eerste) huwelijk niet ophield met het verzamelen van bijdragen voor haar album. Zij droeg het album haar hele leven met zich mee. 
Bekende personen die een bijdrage in het album schreven zijn onder meer Maurits van Oranje, Ernst Casimir van Nassau en Sophia Hedwig van Brunswijk-Wolfenbüttel. 

## Bezitsgeschiedenis
Het album van Rutghera van Eck was rond 1880 in bezit van de Amsterdamse handelsagent Pierre Geselschap. Hij liet in 1883 de Chinese minister Li Fong Pau en zijn zoon en in 1884 keizerin Elisabeth van Oostenrijk en haar dochter Mari Valerie hun handtekening in het album plaatsen. In 1915 kocht W.A.A.J. baron Schimmelpenninck van der Oije het album op een veiling bij Fred. Muller in Amsterdam. Een van de weinige onderzoekers die toegang tot het album kregen, was de genealoog Willem Johan Jacob Cornelis Bijleveld. De Hoge Raad van Adel verwierf het album in 2009 door schenking van de Stichting der heerlijkheden Oosterland, Sirjansland en Oosterstein, waardoor het beschikbaar kwam voor onderzoekers.